# 松延泰樹
松延 泰樹（まつのぶ たいき、1990年4月25日 - ）は、ラグビーユニオンの選手。

## 略歴
大阪府出身。14歳からラグビーを始める。
2009年、東海大仰星高校卒業後、関西学院大学に入学した。
2012年、関西学院大学ラグビー部の副将に就任した。
2013年、東芝ブレイブルーパスに加入。
同年に開催されたユニバーシアード競技大会の7人制日本代表に選ばれ、1試合出場。
2013年12月14日に行われたジャパンラグビートップリーグ2ndステージ第3節のNECグリーンロケッツ戦に先発出場で公式戦初出場を果たす。
2025年6月、東芝ブレイブルーパス東京を退団。